# N399 (België)
De N399 is een gewestweg in België tussen Tielt (N35) en Ingelmunster (N50d). De weg heeft een lengte van ongeveer 11 kilometer.
De gehele weg bestaat uit twee rijstroken voor beide rijrichtingen samen.

## Plaatsen langs N399
- Tielt
- Meulebeke
- Ingelmunster

## N399a
De N399a is een verbindingsweg door de plaats Meulebeke heen. De N399 zelf gaat om Meulebeke heen. De weg is ongeveer 3,2 kilometer lang en gaat via Tieltstraat, Kasteelstraat en Baronielaan.
Een deel van de route is eenrichtingsverkeer en alleen te berijden vanuit Ingelmunster naar Tielt.

## N399b
De N399b is een aftakking van de N399 door Tielt naar de kruising met de N35 en de N37. De weg heeft een lengte van ongeveer 1,6 kilometer en gaat via de Kortrijkstraat, Markt en de  Sint-Janstraat. Een groot deel van de route is voor eenrichtingsverkeer bestemd.